# Holandia na Zimowych Igrzyskach Olimpijskich 1960
Holandię na Zimowych Igrzyskach Olimpijskich 1960 reprezentowało siedmioro zawodników: pięciu mężczyzn i dwie kobiety. Był to szósty start reprezentacji Holandii na zimowych igrzyskach olimpijskich. Panczenista Jan Pesman zdobył pierwszy brązowy medal (w wyścigu na 5000 m) zimowych igrzysk olimpijskich dla reprezentacji Holandii.

## Zdobyte medale
| Medal  | Zawodnik         | Dyscyplina           | Konkurencja    | Rezultat   |
| ------ | ---------------- | -------------------- | -------------- | ---------- |
| Srebro | Sjoukje Dijkstra | Łyżwiarstwo figurowe | Solistki       | 1424,8 pkt |
| Brąz   | Jan Pesman       | Łyżwiarstwo szybkie  | bieg na 5000 m | 8:05,1 min |

## SKład kadry

### Łyżwiarstwo figurowe
| Zawodnik         | Konkurencja | Nota   | Pozycja |
| ---------------- | ----------- | ------ | ------- |
| Sjoukje Dijkstra | Solistki    | 1424,8 | srebro  |
| Joan Haanappel   | Solistki    | 1331,9 | 5.      |

### Łyżwiarstwo szybkie
Mężczyźni
| Zawodnik           | Konkurencja   | Konkurencja   | Konkurencja          | Konkurencja          | Konkurencja    | Konkurencja    | Konkurencja      | Konkurencja      |
| Zawodnik           | Bieg na 500 m | Bieg na 500 m | Bieg na 1500 m       | Bieg na 1500 m       | Bieg na 5000 m | Bieg na 5000 m | Bieg na 10 000 m | Bieg na 10 000 m |
| Zawodnik           | Czas          | Miejsce       | Czas                 | Miejsce              | Czas           | Miejsce        | Czas             | Miejsce          |
| ------------------ | ------------- | ------------- | -------------------- | -------------------- | -------------- | -------------- | ---------------- | ---------------- |
| Henk van der Grift | 41,2          | 10.           | Nie ukończył wyścigu | Nie ukończył wyścigu |                |                |                  |                  |
| Wim de Graaff      | 42,9          | 28.           | 2:16,5               | 15.                  |                |                |                  |                  |
| Jan Pesman         | 43,4          | 33.           |                      |                      | 8:05,1         | brąz           | 16:41,0          | 12.              |
| Jeen van den Berg  |               |               |                      |                      | 8:22,4         | 19.            | 17:23,5          | 22.              |
| Kees Broekman      |               |               |                      |                      | 8:22,9         | 20.            | 16:59,9          | 16.              |